# Keppel Road
A Keppel Road című dokumentumfilm a Bee Gees  együttes életútját mutatja be az indulástól, a Keppel Roadtól a főbb állomásokat az együttes életében, interjúkkal, és természetesen zenei számokkal. Video CD-n, VHS kazettán és DVD-n is megjelent.

## Az album dalai
1. Intro- Still Waters Run Deep-Lollipop
2. The Front Room
3. Back To School
4. First Performance
5. Australia
6. New York Mining Disaster 1941
7. Enter Robert Stigwood
8. The Otis Redding Song
9. Doom and Gloom
10. Mending Broken Hearts
11. Mountains and Valleys
12. Moving To Miami
13. That New Falsetto Thing
14. Staying Alive
15. Getting Nailed
16. Tragedy
17. Making Sgt. Pepper
18. Guilty Heartbreaker
19. Islands in the Stream
20. Chain Reaction
21. Just in Case
22. Winning and Losing
23. Ordinary Lives
24. I Surrender

## Közreműködők
- Bee Gees
- Andy Gibb